# Exoprosopa minoides
Exoprosopa minoides är en tvåvingeart som beskrevs av Paramonov 1928. Exoprosopa minoides ingår i släktet Exoprosopa och familjen svävflugor. Inga underarter finns listade i Catalogue of Life.